# Государственные награды Кыргызской Республики
Государственные награды Кыргызской Республики — высшая форма поощрения граждан Кыргызской Республики, иностранных граждан, лиц без гражданства и признания их вклада в защиту и укрепление государства и демократического общества, единства народа, приумножение экономического, интеллектуального и духовного потенциала страны, а также заслуг в общественной, гуманитарной, благотворительной и иных видах деятельности перед государством и народом. Ок
Государственными наградами Кыргызской Республики награждаются граждане Кыргызской Республики, юридические лица и административно-территориальные единицы Кыргызской Республики, а также иностранные граждане, лица без гражданства, юридические лица иностранных государств, имеющие заслуги перед Кыргызской Республикой.
Государственными наградами Кыргызской Республики являются: высшая степень отличия Кыргызской Республики «Герой Кыргызской Республики», ордена, медали и Почётная грамота Кыргызской Республики.
Награждение государственными наградами и присвоение почётных званий осуществляются президентом Кыргызской Республики путём издания указа о награждении или присвоении почётного звания с последующим вручением государственных наград или документов к почётным званиям.
Награждённому вручаются государственная награда и документ, удостоверяющий награждение. Лицу, удостоенному почётного звания, вручается документ, удостоверяющий присвоение почётного звания.

## Виды государственных наград Кыргызской Республики
| Изображение государственной награды | Наименование и дата (источник) учреждения награды | Положение о государственной награде и описание знака государственной награды |
| --- | --- | --- |
| Особый знак "Ак-Шумкар" к высшей степени отличия | Высшая степень отличия Кыргызской Республики «Кыргыз Республикасынын Баатыры» Закон Кыргызской Республики «Об учреждении государственных наград Кыргызской Республики» от 16.04.1996 г. № 11 | Высшая степень отличия Кыргызской Республики "Кыргыз Республикасынын Баатыры" присваивается гражданам за особые заслуги перед государством и обществом, связанные с подвигом, совершенным во имя свободы, независимости и процветания Кыргызской Республики. Высшая степень отличия "Кыргыз Республикасынын Баатыры" присваивается один раз с вручением особого знака "Ак Шумкар" и соответствующего удостоверения. Особый знак "Ак Шумкар" носится на левой стороне груди над орденами и медалями Кыргызской Республики. Особый знак «Ак Шумкар» изготавливается из золота и представляет собой симметричную звезду, состоящую из восьми лучей верхнего уровня, образующих круг диаметром 40 миллиметров, и шестнадцати лучей нижнего уровня, образующих круг диаметром 30 миллиметров. Очертания лучей, граней и форма звезды напоминают вершины гор и раскрытые горные тюльпаны. В центральной части звезды помещена серебряная накладка, обрамлённая лавровым венком. В центре накладки рельефное изображение священного «Ак Шумкара» на позолочённом фоне. Колодочка представлена в форме тумара (древнего кыргызского талисмана треугольной формы), где на красном эмалевом поле помещен рельефный рисунок тюндюка. |
| | орден «Манас» I степени Закон Кыргызской Республики «Об учреждении государственных наград Кыргызской Республики» от 16.04.1996 г. № 11                                                       | Орденом "Манас" награждаются за заслуги перед государством и народом, способствующие процветанию Кыргызской Республики, за вклад в защиту и укрепление государства и демократического общества, единства народа, приумножение экономического, духовного и интеллектуального потенциала страны. Орден "Манас" имеет 3 степени: 1) орден "Манас" I степени; 2) орден "Манас" II степени; 3) орден "Манас" III степени. Орден "Манас" носится на левой стороне груди перед другими орденами и медалями Кыргызской Республики. Орден «Манас» I степени состоит из двух частей — золотой восьмилучевой звезды диаметром 60 миллиметров и золотой накладной середины, состоящей из покрытых эмалью синего цвета двух переплетающихся квадратов, олицетворяющих небо и воду как символ жизни, и покрытого эмалью красного цвета центрального круга — символа солнца. В центре круга — золотое рельефное изображение скачущего на коне Манаса с развевающимся на ветру знаменем. |
| | орден «Манас» II степени | Орден «Манас» II степени идентичен ордену I степени, но изготавливается из серебра. При этом накладной центр, изображение Манаса и восемь листочков, образующих круг между лучами звезды, покрыты золотом. По углам синих переплетающихся квадратов наносятся позолоченные вкрапления. Эмалевое покрытие синего и красного цветов остается. |
| | орден «Манас» III степени | Орден «Манас» III степени изготавливается из серебра без покрытия золотом отдельных элементов. Эмалевое покрытие синего и красного цветов остается. |
| | орден «Курманжан Датка» Закон Кыргызской Республики "О внесении дополнения в Закон Кыргызской Республики «Об учреждении государственных наград Кыргызской Республики» от 02.11.2011 г. № 198 | Орденом "Курманжан Датка" награждаются за заслуги в общественно-политической деятельности и за трудовые достижения, вклад в защиту и укрепление государства, единство народа, воспитание подрастающего поколения в духе любви и уважения к своей Родине. Орден "Курманжан Датка" носится на левой стороне груди после ордена "Манас". Орден «Курманжан Датка» представляет собой семиконечную звезду на фоне правильной семиконечной серебряной пластины. Семиконечная звезда изготавливается из серебра и покрыта золотым напылением, в концах лучей имеются шарики. В центральной части ордена в накладном круге, обрамленном ободком с национальным орнаментом, — рельефное изображение Курманжан Датки на фоне лазурного неба, выполненного цветной эмалью. Силуэт Курманжан Датки накладной, изготавливается из золота. В нижней части ободка надпись «Курманжан Датка». Национальный орнамент и надпись «Курманжан Датка» выпуклые, позолоченные и расположены на темно-красном фоне, выполненном цветной эмалью. Основанием ордена служит семиконечная серебряная пластина, украшенная национальным орнаментом и камнями циркония. В промежутках между концами пластины выступают семь позолоченных пучков лучей. |
| | орден «Данакер» Закон Кыргызской Республики "Об учреждении ордена Кыргызской Республики «Данакер» от 12.11.1999 г. № 122                                                                     | Орденом "Данакер" награждаются за большой вклад в укрепление мира, дружбы и сотрудничества между народами, за особо плодотворную работу по сохранению межнационального согласия, заслуги в развитии науки и экономического потенциала страны, за активную деятельность по сближению и взаимообогащению национальных культур, укреплению дружественных отношений между государствами. Орден "Данакер" носится на левой стороне груди после ордена "Курманжан Датка". Орден «Данакер» изготавливается из серебра и имеет форму звезды с сорока равномерно расходящимися лучами диаметром 42 мм. Лучи звезды покрыты золотом. На лицевой стороне ордена серебряный круг с рельефным изображением кыргызского национального орнамента с синими круглыми элементами, изготовленными методом горячей эмали. Диаметр круга 30 мм. По периметру круга находятся 40 полусфер, совмещённых с лучами звезды. В центр круга помещена накладка диаметром 16 мм, покрытая синей эмалью, выполненной методом горячей эмали, с тонкими перегородками в форме полудуг, символизирующими меридианы земного шара. В центре накладки расположена рельефная надпись «Данакер». Сверху и снизу от надписи по вертикальной оси круга размещены звезды в рельефном изображении. Накладка изготавливается из серебра. Края накладки, тонкие перегородки и звезды покрыты золотом. Орден «Данакер» при помощи ушка и звена соединяется с прямоугольной металлической колодкой размером 28 мм х 42 мм, служащей основой для натяжки синей муаровой ленты размером 33 мм х 23 мм. |
| | орден «Данк» Закон Кыргызской Республики "О внесении изменений в Закон Кыргызской Республики «Об учреждении государственных наград Кыргызской Республики» от 28.07.2017 г. № 151             | Орденом «Данк» награждаются: 1. за трудовые заслуги, способствующие повышению уровня социально-экономического развития Кыргызской Республики и благосостояния народа, сохранению мира и стабильности; 2. за заслуги в области науки, образования и здравоохранения; 3. за заслуги в области государственной, благотворительной и общественной деятельности, в укреплении законности, правопорядка, безопасности и обороноспособности страны; 4. за вклад в сохранение, популяризацию и развитие национальной культуры, искусства, истории и патриотическое воспитание подрастающего поколения; 5. за заслуги в продвижении, поддержке и популяризации спорта. Орден «Данк» носится на левой стороне груди после ордена «Данакер». Орден "Данк" изготавливается из серебра и представляет собой восьмиконечную звезду, символизирующую торжественность, на фоне правильной серебряной пластины с рельефными изображениями национального орнамента. Размер звезды между противолежащими концами 55 мм. В центральной части ордена накладной круг, выполненный в виде венка, покрытого золотом, из лавровых листьев с левой и можжевельника - с правой стороны. Лавровый лист ассоциируется с почётом и славой, а можжевельник - с долговечностью. В середине круга надпись "Данк". Сверху и снизу от надписи элементы национального орнамента. Надпись и элементы национального орнамента выпуклые, расположены на темно-красном фоне, выполненном цветной эмалью. На оборотной стороне ордена в нижней части расположен порядковый номер. Крепление ордена булавочного типа. |
| | орден «Достук» Закон Кыргызской Республики "О внесении изменений в Закон Кыргызской Республики «Об учреждении государственных наград Кыргызской Республики» от 28.07.2017 г. № 151           | Орденом «Достук» награждаются: 1. за достижения в деле развития дружеских, социально-экономических и культурно-гуманитарных связей между народами, укрепления всестороннего сотрудничества Кыргызской Республики с другими государствами; 2. за достижения в международной, общественной, благотворительной и гуманитарной деятельности; 3. за личный вклад в развитие и приумножение духовного и интеллектуального потенциала страны, активную деятельность по защите прав человека и его социальных интересов. Орден «Достук» носится на левой стороне груди после ордена «Данк». Орден "Достук" изготавливается из серебра и имеет вид выпуклой шестиконечной звезды, выполненной в виде расходящихся лучей. Звезда покрыта золотом, расстояние между противолежащими концами лучей 55 мм. В центральной части ордена помещена накладка в виде тумара - древнего кыргызского талисмана треугольной формы. Стороны треугольника 38 мм. Края покрыты золотом. В верхней части тумара помещен знак "неразрывности", означающий вековую дружбу между народами, в середине - надпись "Достук", в нижней части - элементы кыргызского национального орнамента. Все элементы тумара покрыты золотом, расположены на синем фоне, выполненном синей эмалью. Лицевая сторона звезды украшена национальным орнаментом. В промежутках между концами звезды выступают шесть серебряных элементов, украшенных камнями циркония синего цвета. На оборотной стороне в нижней части расположен порядковый номер. Крепление ордена булавочного типа. |
| | орден «Баатыр эне» Закон Кыргызской Республики «Об учреждении государственных наград Кыргызской Республики» от 16.04.1996 г. № 11                                                            | Орденом "Баатыр эне" награждаются матери - граждане Кыргызской Республики, родившие и достойно воспитавшие семь и более детей, обеспечивающие надлежащий уровень заботы о здоровье, образовании, физическом и нравственном развитии детей. При награждении орденом "Баатыр эне" учитываются также дети: 1) усыновлённые в установленном законом порядке, если после усыновления прошло более 3 лет и усыновлённые дети проживают совместно; 2) погибшие или пропавшие без вести при защите Отечества и его государственных интересов, исполнении гражданского долга по спасению человеческой жизни, обеспечении законности и правопорядка. Орден "Баатыр эне" носится на левой стороне груди перед медалями Кыргызской Республики. Орден изготавливается из серебра и мельхиора с золотым напылением и представляет собой семилучевую звезду диаметром 52 миллиметра. В центре звезды — накладной диск с синим эмалевым фоном, символизирующим синее безоблачное небо, и белым эмалевым кольцевым обрамлением, на котором помещена надпись «Баатыр эне». На диске выполнено стилизованное изображение тюндюка — символа домашнего очага. Вверху — изображение звезды «Алтын казык». |
| | медаль «Эрдик» Закон Кыргызской Республики «Об учреждении государственных наград Кыргызской Республики» от 16.04.1996 г. № 11                                                                | Медалью "Эрдик" награждаются граждане за самоотверженный поступок, мужество и отвагу, проявленные при спасении людей, обеспечении безопасности и обороноспособности страны, охране общественного порядка, в борьбе с преступностью, во время стихийных бедствий, пожаров, катастроф и других чрезвычайных обстоятельств, а также за смелые и решительные действия, совершенные при исполнении воинского, служебного или гражданского долга, в условиях, сопряжённых с риском для жизни. Медаль "Эрдик" носится на левой стороне груди после орденов Кыргызской Республики. Медаль состоит из двух частей — прямоугольной колодочки и серебряного фигурно усечённого диска диаметром 32 миллиметра, соединённых между собой системой звеньев. В центре диска помещено изображение снежного барса как символа отваги, выносливости и мудрости. По краю диска расположены элементы Государственного флага (лучи солнца) и надпись «Эрдик». На лицевой стороне колодочки методом горячей эмали выполнены три вертикально расположенные полоски белого и синего цветов, символизирующие белоснежные вершины гор Ала-Тоо, воду как символ жизни и голубое небо как символ мира. |
| | медаль «Даңк» Закон Кыргызской Республики «Об учреждении государственных наград Кыргызской Республики» от 16.04.1996 г. № 11                                                                 | Медалью "Данк" награждаются за особые заслуги в государственной или общественной деятельности, государственной или муниципальной службе, производственной, научно-технической, творческой, воспитательной, общественной и благотворительной деятельности. Медаль "Данк" носится на левой стороне груди после медали "Эрдик". Медаль состоит из двух частей — серебряной колодочки и серебряного диска диаметром 32 миллиметра, соединённых между собой оригинальной системой крепления, помещённого в глубине диска. На колодочке изображены две скрещивающиеся лавровые ветви — символ славы, поверх которых — два прямоугольника, покрытых горячим методом красной эмалью. Диск выполнен в нетрадиционной манере: в самом центре и по краям диска — сквозные отверстия, вызывающие впечатление легкости. Ниже по центру диска размещена надпись «Даңк», а по обе стороны от центра — элементы кыргызского национального орнамента. |
| | медаль «Эне даңкы» Закон Кыргызской Республики «Об учреждении государственных наград Кыргызской Республики» от 16.04.1996 г. № 11                                                            | Медалью "Эне данкы" награждаются матери - граждане Кыргызской Республики, родившие и достойно воспитавшие шесть детей, при достижении шестым ребёнком возраста одного года и при наличии в живых остальных, а также женщины, безупречно проработавшие более 15 лет в учебно-воспитательных учреждениях для детей-сирот и детей с ограниченными возможностями здоровья. При награждении медалью "Эне данкы" учитываются дети: 1) усыновлённые в установленном законом порядке, если после усыновления прошло более 3 лет и усыновлённые дети проживают совместно; 2) погибшие или пропавшие без вести при защите Отечества и его государственных интересов, исполнении гражданского долга по спасению человеческой жизни, обеспечении законности и правопорядка. Медаль "Эне данкы" носится на левой стороне груди после медали "Данк". Медаль состоит из мельхиоровой колодочки и серебряного диска диаметром 32 миллиметра, соединённых между собой. Колодочка выполнена в виде тумара (древнего кыргызского талисмана треугольной формы), по верхнему краю которого расположен кыргызский национальный орнамент, а в середине нанесен эмалевый рисунок, символизирующий безоблачное небо, белоснежные горные вершины и голубое озеро «Иссык-Куль», имеющие соответствующие цвета эмали: голубой, белый, ультрамарин. На внешнем кольце диска — круговая надпись «Кыргыз Республикасы». На сквозной диск методом жесткого соединения между лучами и окантовочным кольцом помещено уменьшенное сплошное изображение ордена «Баатыр эне», в центре которого — надпись «Эне даңкы». Сквозное пространство образует сегменты равной величины. |
| Нагрудный знак к почётному званию Кыргызской Республики | Почётные звания Кыргызской Республики Закон Кыргызской Республики «О государственных наградах и почетных званиях Кыргызской Республики» от 28.07.2017 г. № 157                               | Почетные звания первой категории: а) "Народный артист Кыргызской Республики"; б) "Народный писатель Кыргызской Республики"; в) "Народный поэт Кыргызской Республики"; г) "Народный художник Кыргызской Республики"; Нагрудный знак изготавливается из томпака и состоит из двух частей — пятиугольной колодочки и диска диаметром 26 миллиметров, соединённых между собой при помощи ушка и кольца. Лицевая сторона колодочки покрыта горячим методом красной эмалью. В верхней части диска расположен рельефный элемент Государственного флага (стилизованное изображение тюндюка, окаймлённого лучами солнца). В центре диска помещена рельефная надпись «Кыргыз Республикасы». По краю диска — рельефное изображение лавровых ветвей. |
| Нагрудный знак к почётному званию Кыргызской Республики | Почётные звания Кыргызской Республики Закон Кыргызской Республики «О государственных наградах и почетных званиях Кыргызской Республики» от 28.07.2017 г. № 157                               | Почетные звания второй категории: а) "Заслуженный артист Кыргызской Республики"; б) "Заслуженный врач Кыргызской Республики"; в) "Заслуженный изобретатель Кыргызской Республики"; г) "Заслуженный строитель Кыргызской Республики"; д) "Заслуженный учитель Кыргызской Республики"; е) "Заслуженный юрист Кыргызской Республики"; ж) "Заслуженный экономист Кыргызской Республики"; з) "Заслуженный деятель культуры Кыргызской Республики"; и) "Заслуженный деятель науки Кыргызской Республики"; к) "Заслуженный работник геологической службы Кыргызской Республики"; л) "Заслуженный работник государственной службы Кыргызской Республики"; м) "Заслуженный работник здравоохранения Кыргызской Республики"; н) "Заслуженный работник местного самоуправления Кыргызской Республики"; о) "Заслуженный работник образования Кыргызской Республики"; п) "Заслуженный работник охраны природы Кыргызской Республики"; р) "Заслуженный работник промышленности Кыргызской Республики"; с) "Заслуженный работник связи Кыргызской Республики"; т) "Заслуженный работник сельского хозяйства Кыргызской Республики"; у) "Заслуженный работник сферы обслуживания населения Кыргызской Республики"; ф) "Заслуженный работник транспорта Кыргызской Республики"; х) "Заслуженный работник физической культуры и спорта Кыргызской Республики". Нагрудный знак изготавливается из томпака и состоит из двух частей — пятиугольной колодочки и диска диаметром 26 миллиметров, соединённых между собой при помощи ушка и кольца. Лицевая сторона колодочки покрыта горячим методом красной эмалью. В верхней части диска расположен рельефный элемент Государственного флага (стилизованное изображение тюндюка, окаймлённого лучами солнца). В центре диска помещена рельефная надпись «Кыргыз Республикасы». По краю диска — рельефное изображение лавровых ветвей. |
| Почётная грамота Кыргызской Республики Закон Кыргызской Республики «О государственных наградах и почётных званиях Кыргызской Республики» от 28.07.2017 г. № 157 | Почётная грамота Кыргызской Республики Закон Кыргызской Республики «О государственных наградах и почётных званиях Кыргызской Республики» от 28.07.2017 г. № 157                              | Почётной грамотой Кыргызской Республики могут быть награждены за заслуги в приумножении социально-экономического и духовного потенциала страны, существенные достижения в государственной или муниципальной службе, в сфере образования и медицины, в производственной, научно-технической, творческой, воспитательной, общественной и благотворительной деятельности. |